# Stargazing (EP)
Stargazing es el título del extended play del disc jockey noruego Kygo. Fue lanzado a través de Sony Music y Ultra Music el 22 de septiembre de 2017.

## Antecedentes
El 18 de agosto de 2017, Kygo lanzó el sencillo homónimo al EP en el Jugendfest 2017, después de lo cual publicó dos cortos videos de la actuación en sus historias de Instagram. El 1 de septiembre de 2017, interpretó la canción con voces en vivo de Jesso en el Encore Beach Club en Las Vegas. El 6 de septiembre de 2017, Kygo reveló en Instagram que "la música nueva llegaría pronto". Anunció oficialmente la fecha de lanzamiento del EP y reveló su portada el 18 de septiembre de 2017.

## Recepción crítica
Kat Bein de Billboard opinó que Kygo "usa muestras vocales picadas y un piano sintético reluciente para crear una melodía tropical" en lugar de "sus tambores de acero habituales", y que "el bombo golpea duro en cada cuenta, empujando la melodía hacia adelante en la pista de baile de una manera relajada". Karlie Powell de Your EDM sintió que la canción principal "adquiere un nuevo significado audible cuando la última canción del productor se sumerge en el sensible y fértil mundo de la música dance que lo caracteriza".

## Lista de canciones
| Descarga digital |                                           |                                                                          |                                                |          |  |
| N.º              | Título                                    | Escritor(es)                                                             | Productor(s)                                   | Duración |  |
| 1.               | «Stargazing» (featuring Justin Jesso)     | Kyrre Gørvell-Dahll Justin Stein Jamie Hartman Stuart Crichton           | Kygo Crichton Hartman                          | 3:45     |  |
| 2.               | «It Ain't Me» (with Selena Gomez)         | Gørvell-Dahll Gómez Brian Lee Andrew Watt Ali Tamposi                    | Kygo                                           | 3:40     |  |
| 3.               | «First Time» (with Ellie Goulding)        | Gørvell-Dahll Alexsej Vlasenko Jonas Kalisch Jeremy Chacon Henrik Meinke | Kygo Hitimpulse                                | 3:14     |  |
| 4.               | «This Town» (featuring Sasha Sloan)       | Gørvell-Dahll Sloan Noonie Bao                                           | Kygo Sloan                                     | 3:22     |  |
| 5.               | «You're the Best Thing About Me» (vs. U2) | Bono The Edge Adam Clayton Larry Mullen Jr.                              | Jacknife Lee Steve Lillywhite Ryan Tedder Kygo | 4:18     |  |
| 18:19            |                                           |                                                                          |                                                |          |  |

## Listas
| Lista (2017)                             | Mejor posición |
| ---------------------------------------- | -------------- |
| Australian Singles (ARIA)                | 43             |
| Canadá (Billboard Canadian Albums)       | 17             |
| French Singles (SNEP)                    | 160            |
| New Zealand Albums (RMNZ)                | 30             |
| Swedish Albums (Sverigetopplistan)       | 12             |
| Estados Unidos (Billboard 200)           | 137            |
| Estados Unidos (Dance/Electronic Albums) | 3              |